# Olney (Illinois)
Olney – miasto w Stanach Zjednoczonych, w stanie Illinois, w hrabstwie Richland.